# Mirrormont
Mirrormont és una concentració de població designada pel cens dels Estats Units a l'estat de Washington. Segons el cens del 2000 tenia 3.804 habitants.

## Demografia
Segons el cens del 2000, Mirrormont tenia 3.804 habitants, 1.330 habitatges, i 1.110 famílies. La densitat de població era de 141,8 habitants per km².
Dels 1.330 habitatges en un 39,4% hi vivien nens de menys de 18 anys, en un 76,6% hi vivien parelles casades, en un 4% dones solteres, i en un 16,5% no eren unitats familiars. En el 12,2% dels habitatges hi vivien persones soles el 2,7% de les quals corresponia a persones de 65 anys o més que vivien soles. El nombre mitjà de persones vivint en cada habitatge era de 2,81 i el nombre mitjà de persones que vivien en cada família era de 3,05.
Per edats la població es repartia de la següent manera: un 26,9% tenia menys de 18 anys, un 4,8% entre 18 i 24, un 27,9% entre 25 i 44, un 32,5% de 45 a 60 i un 7,8% 65 anys o més.
L'edat mediana era de 41 anys. Per cada 100 dones de 18 o més anys hi havia 100,8 homes.
La renda mediana per habitatge era de 87.945 $ i la renda mediana per família de 90.413 $. Els homes tenien una renda mediana de 70.365 $ mentre que les dones 38.929 $. La renda per capita de la població era de 35.200 $. Aproximadament el 3,1% de les famílies i el 5,7% de la població estaven per davall del llindar de pobresa.

## Poblacions més properes
El següent diagrama mostra les poblacions més properes.